# Григорович-Барський Павло Павлович

Григорович-Барський Павло Павлович (8 жовтня 1892, м. Київ — 1943, с. Воля-Угруська) — полковник Армії УНР. Син київського купця Павла Миколайовича Григоровича-Барського та селянки Остерського повіту Марії Павлівни Шалоплут, нащадок архітектора Івана Григоровича Григоровича-Барського.

## Біографія
Закінчив Ананьєвську гімназію, юридичний факультет Київського університету. У 1911 р. вступив на військову службу однорічником 2-го розряду до 1-го піхотного Нєвського полку (Смоленськ), у 1912 р. витримав іспит на звання прапорщика запасу та повернувся на цивільну службу. У липні 1914 р. мобілізований до 250-го піхотного Балтинського полку, у складі якого брав участь у Першій світовій війні. У листопаді 1914 р. поранений. У лютому 1915 р. потрапив до німецького полону. Останнє звання у російській армії — поручник.
У 1916 р. став одним з засновників гуртка офіцерів-українців у таборах для військовополонених російської армії у Німеччині. У 1917 р. був одним з організаторів Українського полку ім. Т. Г. Шевченка, з військовополонених-українців, а у січні 1918 р. — 1-ї Української (Синьожупанної) дивізії. У січні-квітні 1918 р. обіймав посади командира куреня та помічника командира 2-го Українського (Синьожупанного) полку військ Центральної Ради. По розформуванні німцями 1-ї Української (Синьожупанної) дивізії у квітні 1918 р. працював завідувачем юридичним відділом Всеукраїнської спілки земств, головою якої деякий час був С. В. Петлюра. У листопаді 1918 р. — уповноважений Національного союзу з організації повстання проти П. П. Скоропадського у Літинському повіті. З грудня 1918 р. — голова липовецького повітового суду. З червня 1919 р. — командир кінної сотні у загоні повстанського отамана Я. Шепеля, який згодом влився до складу Дієвої армії УНР. З жовтня 1919 р. начальник Охорони Головного Отамана, з 1 серпня 1920 р. — помічник коменданта комендатури штабу Армії УНР. У 1920-30-х рр мешкав на еміграції у Польщі. До другої Світової війни проживав з сім'єю в місті Хелм та селі Воля Угруська. У с. Терятин разом із дружиною Єлизаветою Євгенівною організували аматорський гурток при Народній Українській школі 7 ім. М. Грушевського.

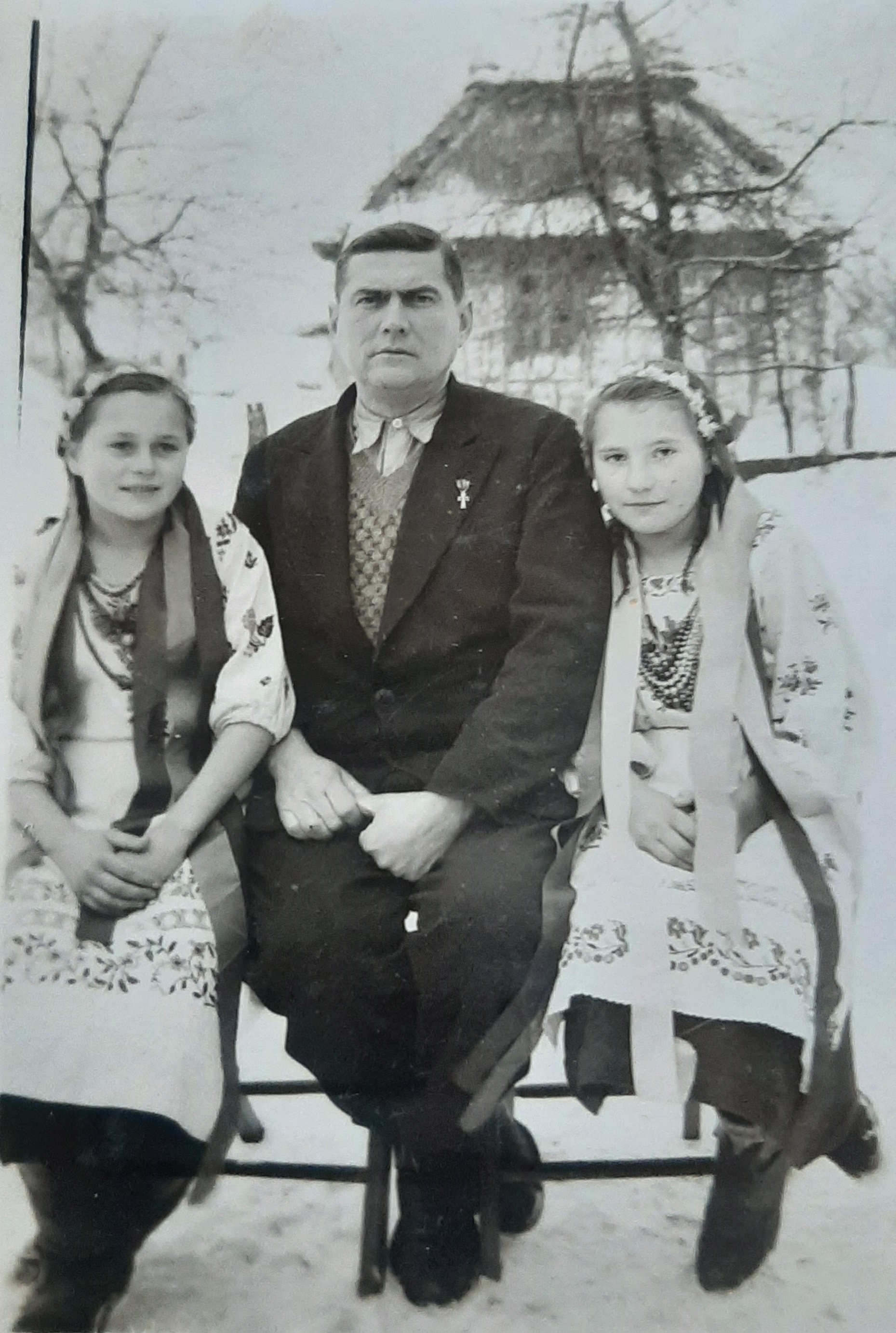
Павло Павлович з учасницями гуртка

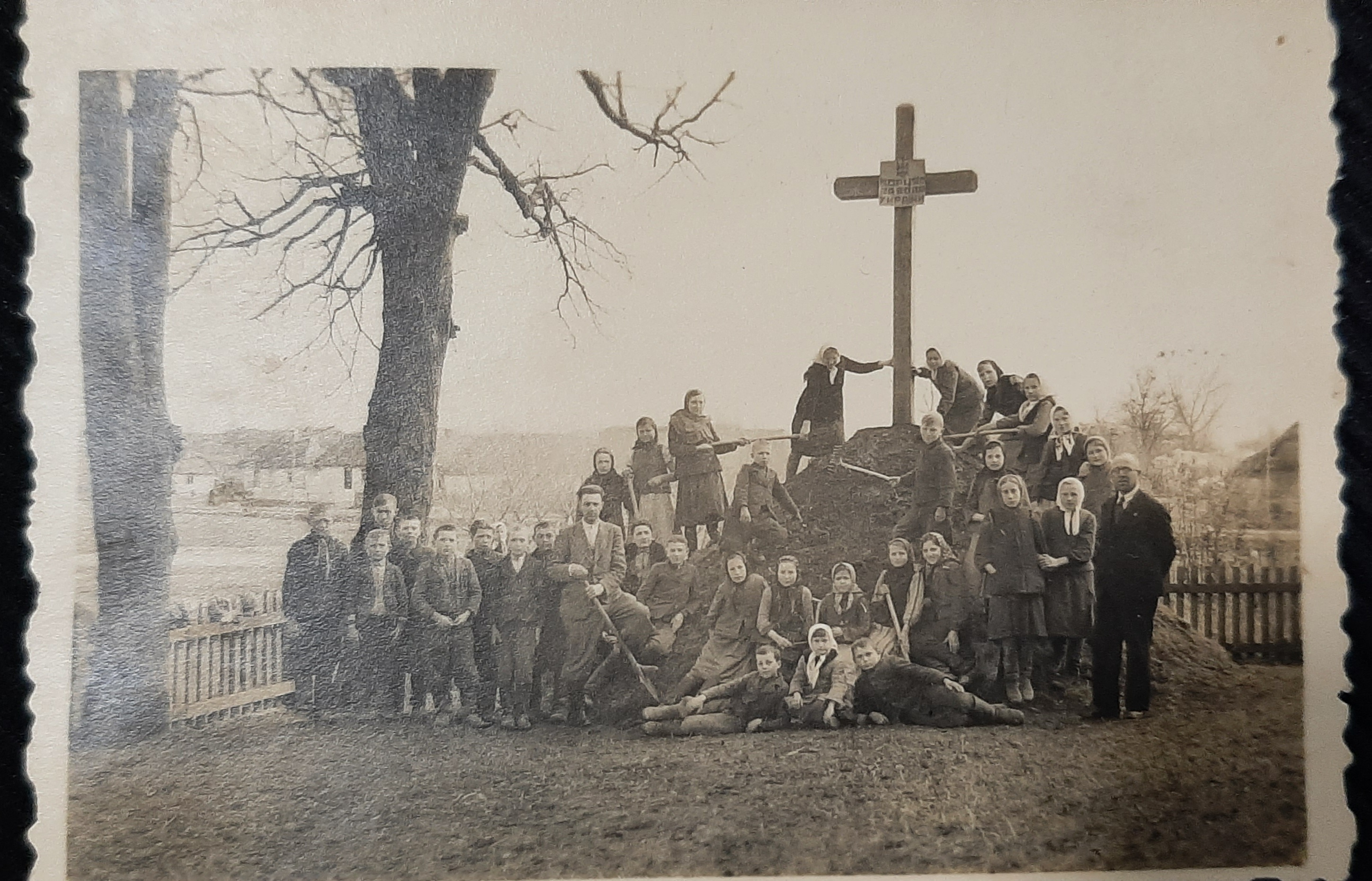
учні школи звели курган на могилі вчителя, та встановили хрест " Борцям за волю України"

## Вшанування пам'яті
28 травня 2011 року у мікрорайоні Оболонь було відкрито пам'ятник «Старшинам Армії УНР — уродженцям Києва». Пам'ятник являє собою збільшену копію ордена «Хрест Симона Петлюри». Більш ніж двометровий «Хрест Симона Петлюри» встановлений на постаменті, на якому з чотирьох сторін світу закріплені меморіальні дошки з іменами 34 старшин Армії УНР та Української Держави, які були уродженцями Києва (імена яких вдалося встановити історикам). Серед іншого вигравіруване й ім'я Павла Григоровича-Барського.